# Firefox OS
Firefox OS (kurz FFOS oder FxOS, interner Codename Boot2Gecko oder B2G für Boot to Gecko) war ein quelloffenes, Linux-basiertes Betriebssystem für Smartphones und Tabletcomputer, das von der Mozilla Corporation entwickelt wurde. Ziel war es, die gesamte Benutzeroberfläche und Apps mit Webtechniken (HTML, CSS und JavaScript) zu realisieren und damit Nutzern, aber auch Programmierern größtmögliche Offenheit und Kompatibilität zu bieten. 2016 wurde die Weiterentwicklung mit der Version 2.6 eingestellt. Als  Nachfolger gilt KaiOS.

## Geschichte
Am 25. Juli 2011 kündigte Andreas Gal, Leiter der Forschungsabteilung bei der Mozilla Corporation, auf einer Mailingliste ein Entwicklungsprojekt für ein voll- und eigenständiges Betriebssystem für das offene Internet an. Das Hauptziel sollte sein, Entwicklern die Möglichkeit zu geben, mit netzbasierten Techniken neue Apps zu entwickeln, die gewöhnlichen Anwendungen in nichts nachstehen. Allerdings wurde das Betriebssystem zunächst vor allem als Ersatz zu Googles Chrome OS gesehen. Der Ansatz war aber etwas übergreifender: Mozilla wollte mit Firefox OS eine gleichwertige Alternative zu den herstellereigenen Betriebssystemen iOS, Android und Windows Phone schaffen, dem vollständig freie Software zugrunde liegt. Anfang März 2012 war der Markteintritt erster Smartphones mit Firefox OS im Sommer 2012 angekündigt.
Zur Jahresmitte 2012, hatte Mozilla zu den ersten Partnern, Telefónica und Qualcomm, fünf weitere Netzbetreiber sowie die Hersteller ZTE und TCL (Marke Alcatel One Touch) als Verbündete gewonnen. Im Juli 2012 wurden erste Binärpakete (sogenannte Nightly Builds) mit Emulatoren der Hardware zur Installation unter den gängigsten Betriebssystemen auf gewöhnlichen Personal Computern veröffentlicht.
Im September 2012 veröffentlichte Mozilla ein erstes Video des Firefox OS im Einsatz. Zwei Monate später war ein Firefox OS Simulator als Erweiterung des Browsers Firefox für gewöhnliche Personal Computer veröffentlicht. Diese Erweiterung wurde am 3. Dezember 2012 freigegeben und der Systementwicklung nachgeführt. Sie enthält die oberen Schichten des Firefox OS und soll es Softwareentwicklern ermöglichen, schneller und ohne zugehörige Hardware besitzen zu müssen, Apps für das Betriebssystem zu entwickeln.
Im Februar 2013 zeigten mehrere Hersteller beim Mobile World Congress in Barcelona auch Smartphones mit Firefox OS. Ihre weit überwiegend sehr einfache Hardware bestätigte, dass der Markteintritt vor allem in aufstrebenden Märkten wie Südamerika zu erwarten war.
Am 23. April 2013 begann der öffentliche Verkauf von Smartphones mit Firefox OS für Entwickler durch den spanischen Hersteller Geeksphone. Geeksphone als bewegliches kleines Unternehmen dreier junger Gründer in Madrid war zu diesem Zweck beim Mobile World Congress im Jahr 2012 von Telefónica kontaktiert worden. Neben dem Basismodell Keon gab es zugleich das Peak mit 1,2-GHz-Zweikernprozessor, der unter Firefox OS ein Alleinstellungsmerkmal sicherte.
Der Verkauf von Smartphones mit Firefox OS für Endkunden begann mit dem ZTE Open am 2. Juli 2013 in Spanien durch Telefónica. Wenige Tage später begann der Verkauf des Alcatel One Touch Fire in Polen durch die Deutsche Telekom. Ihre Tochtergesellschaft Congstar bot dieses Smartphone ab Mitte Oktober 2013 in Deutschland an. Ende Oktober 2013 kam in Brasilien mit leicht gehobener Ausstattung das erste Firefox-Smartphone eines großen namhaften Herstellers auf den Markt, das LG Fireweb von LG Electronics.
In der Folgezeit etablierten Mozilla und die Hersteller mehrere Geräte in aufkommenden Märkten wie zum Beispiel Indien. Am 16. September 2014 wurde in Bangladesch das erste Gerät mit Version 1.4 vorgestellt.
Auf der Consumer Electronics Show (CES) 2015 verkündete Panasonic, zukünftig auf Fernsehern der Marke Panasonic Firefox OS als Betriebssystem einzusetzen.
Ende 2015 kündigte Ari Jaaksi an, sich zukünftig vor allem auf das Internet der Dinge hin auszurichten. Firefox OS als Betriebssystem für Smartphones solle weiterhin Bestand haben, aber nicht mehr aktiv vermarktet werden.
2016 wurde dann die Einstellung der Entwicklung für Mobilgeräte bekanntgegeben, 2017 wurden die Arbeiten am Betriebssystem vollständig beendet. Rückblickend hatte Firefox OS einen Achtungserfolg vorübergehend in einigen Schwellenländern und deren Low-End-Geräten.

## Fork
Nach der Einstellung der Weiterentwicklung durch Mozilla verschwand Firefox OS nicht, weil es open source ist. Nachfolgend die bekanntesten eigenständigen Nachfolgeprojekte (Forks), die auf dem Quellquode vom Firefox OS aufsetzen.

### KaiOS
Als Nachfolger von Firefox OS kann KaiOS gelten, da es auf Firefox OS basiert. KaiOS konzentriert sich auf die Produktkategorie „Smart Feature Phones“. Für Aufsehen sorgte im Juni 2018 die Bekanntgabe, dass Google 22 Millionen Dollar in KaiOS investieren würde, damit Google Maps, YouTube und andere Google-Applikationen dafür verfügbar werden.

### Panasonic
Der Hersteller Panasonic setzt weiterhin Firefox OS als Betriebssystem für seine Smart-TV-Fernseher ein, unter anderem zum Betrieb des Home Screen und zugehöriger Apps. Panasonic entwickelt es dazu weiter.

### H5OS
Acadine Technologies führt Firefox OS als eigene Entwicklung unter dem Namen H5OS fort.

## Bestandteile

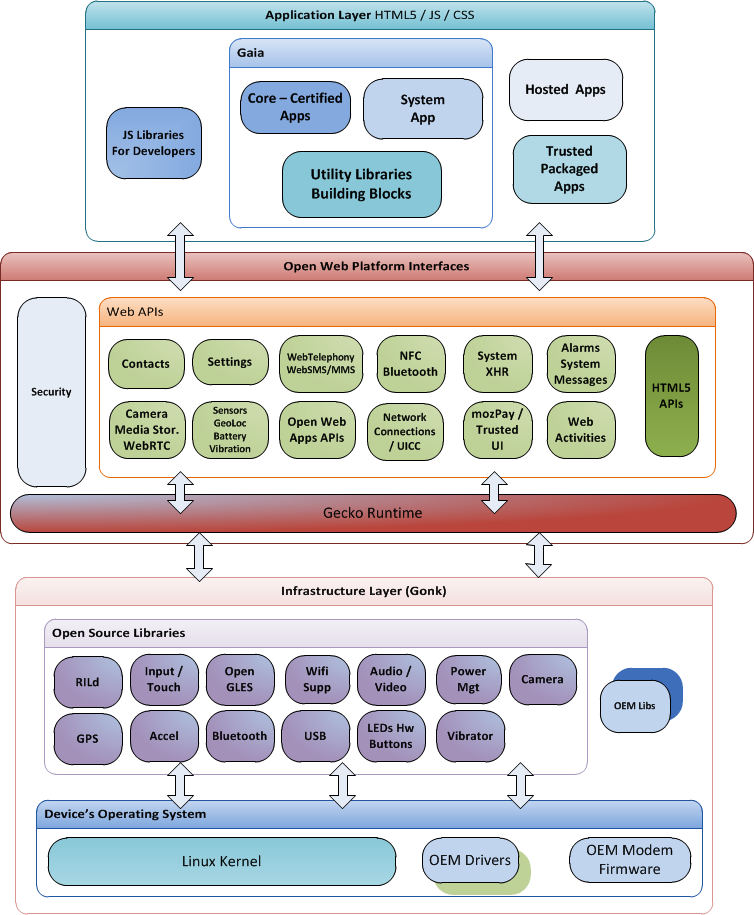
Die Architektur von Firefox OS.

Firefox OS enthält die grundlegenden Bestandteile Gonk, Gecko und Gaia. Gaia ist die Benutzeroberfläche von Firefox OS und vollständig in Hypertext Markup Language (HTML), Cascading Style Sheets (CSS) und JavaScript verfasst. Gaia wird in Gecko verarbeitet, und Gecko arbeitet bei seinem Einsatz im Firefox OS auf der Basis von Gonk.

### Gonk
Gonk besteht aus dem Linux-Kernel und Programmbibliotheken. Die Bibliotheken sind zum einen Teil allgemein verbreitete Open-Source-Software für Linux und stammen zum anderen Teil wie einige geringfügige Änderungen am Kernel von Android.

### Gecko
Gecko ist das Application Programming Interface (API) vom Firefox OS, sein Interpreter für JavaScript, und für die Verarbeitung aller Eingaben und Ausgaben zuständig.
Anwendungsprogramme für Firefox OS sind Webanwendungen in HTML5 und JavaScript, die für die Steuerung nahezu aller Gerätefunktionen auch auf diverse nichtstandardisierte Web-APIs zurückgreifen können. Beispielsweise stellt die WebTelephony-API Funktionen zur Erzeugung und Annahme von Telefongesprächen zur Verfügung. Mozilla strebt eine Standardisierung der Web-APIs an. Auf Firefox OS werden ausschließlich HTML-basierte Anwendungen eingesetzt, die prinzipiell auch offline und herstellerübergreifend in jedem Browser funktionieren könnten; vorausgesetzt, alle benutzten Web-APIs sind auf der Zielplattform verfügbar.  Dies grenzt das Firefox OS von iOS und Android ab, die hauptsächlich auf proprietäre Anwendungsprogramme setzen, die nur auf diesem System lauffähig sind. Für Softwareentwickler gibt es den Firefox OS Simulator, der als Erweiterung im Firefox-Browser ausgeführt werden kann und eine Prüfung der wichtigsten Funktionen zulässt. Er enthält unter anderem einen Debugger für JavaScript.

### Gaia
Gaia, die Benutzeroberfläche von Firefox OS, ist ähnlich aufgebaut wie die vergleichbarer Betriebssysteme für mobile Geräte wie Apple iOS, Android oder Microsoft Windows Phone. Nebst den herkömmlichen Anwendungen wie Telefon, Nachrichten, Kontakte und dem hauseigenen Browser Firefox werden auch Informationen über den Akkustand, Uhrzeit und GPS angezeigt. Darüber hinaus kann auch über die integrierte Website everything.me auf verschiedene App-Gruppen wie Spiele, Musik, Filme, Wetter, Fernsehen, News, Sport und Einkaufen zugegriffen werden.
Anders als bei Android findet sich jede App auf dem Home-Bildschirm. Die Anordnung der Apps auf diesem Bildschirm kann der Benutzer verändern.
Einen kurzen Einblick von Firefox OS in Betrieb auf einem Vorführgerät (850-MHz-Prozessor und 256 MByte RAM) gibt ein Video, das auf der Consumer Electronics Show 2013 in Las Vegas gedreht wurde.

## Versionen
Versionsbezeichnungen mit zwei Punkten bezeichnen Sicherheitsaktualisierungen, und was einem möglichen dritten Punkt folgt, ist jedem OEM überlassen.
Beim Entwicklungsstand funktional vollständig, englisch functional complete oder feature complete, übernimmt der Lieferant des Chipsatzes.
| Version | funktional komplett | Code-Freeze      | Veröffentlicht am | Freigabe         | Codename | API       |
| ------- | ------------------- | ---------------- | ----------------- | ---------------- | -------- | --------- |
| 1.0     | 22. Dezember 2012   | Januar 2013      | 21. Februar 2013  |                  | TEF      | Gecko 18  |
| 1.0.1   | 15. Januar 2013     | Mai 2013         | 6. September 2013 | 2. Juli 2013     | Shira    | Gecko 18  |
| 1.1     | 29. März 2013       | Juli 2013        | 9. Oktober 2013   | 21. Oktober 2013 | Leo      | Gecko 18+ |
| 1.2     | 15. September 2013  | 9. Dezember 2013 | 10. Dezember 2013 | 9. Dezember 2013 | Koi      | Gecko 26  |
| 1.3     | 9. Dezember 2013    |                  | 8. Mai 2014       | 17. März 2014    |          | Gecko 28  |
| 1.4     | 25. April 2014      |                  |                   | 8. August 2014   |          | Gecko 30  |
| 2.0     | 21. Juli 2014       |                  |                   | 2014             |          | Gecko 32  |
| 2.1     | 13. Oktober 2014    |                  |                   |                  |          | Gecko 34  |
| 2.2     | 6. April 2015       |                  | 29. April 2015    |                  |          | Gecko 37  |
| 2.5     | nicht vollendet     |                  |                   |                  |          | Gecko 43  |
| 2.6     | nicht vollendet     |                  |                   |                  |          |           |